# Tête de la Combaz
La tête de la Combaz ou tête de la Combe est une montagne de France située en Haute-Savoie, dans le massif du Beaufortain. Avec 2 445 mètres d'altitude, elle domine le val d'Arly avec Megève au nord-ouest et le val Montjoie avec les Contamines-Montjoie à l'est. Elle fait partie de la crête reliant mont Joly au nord-est à l'aiguille Croche au sud-ouest via la tête du Véleray. C'est l'un des rares sommets de cette crête s'étirant des Saisies au sud-ouest au mont d'Arbois au nord à ne pas comporter de pistes de ski et de remontées mécaniques.

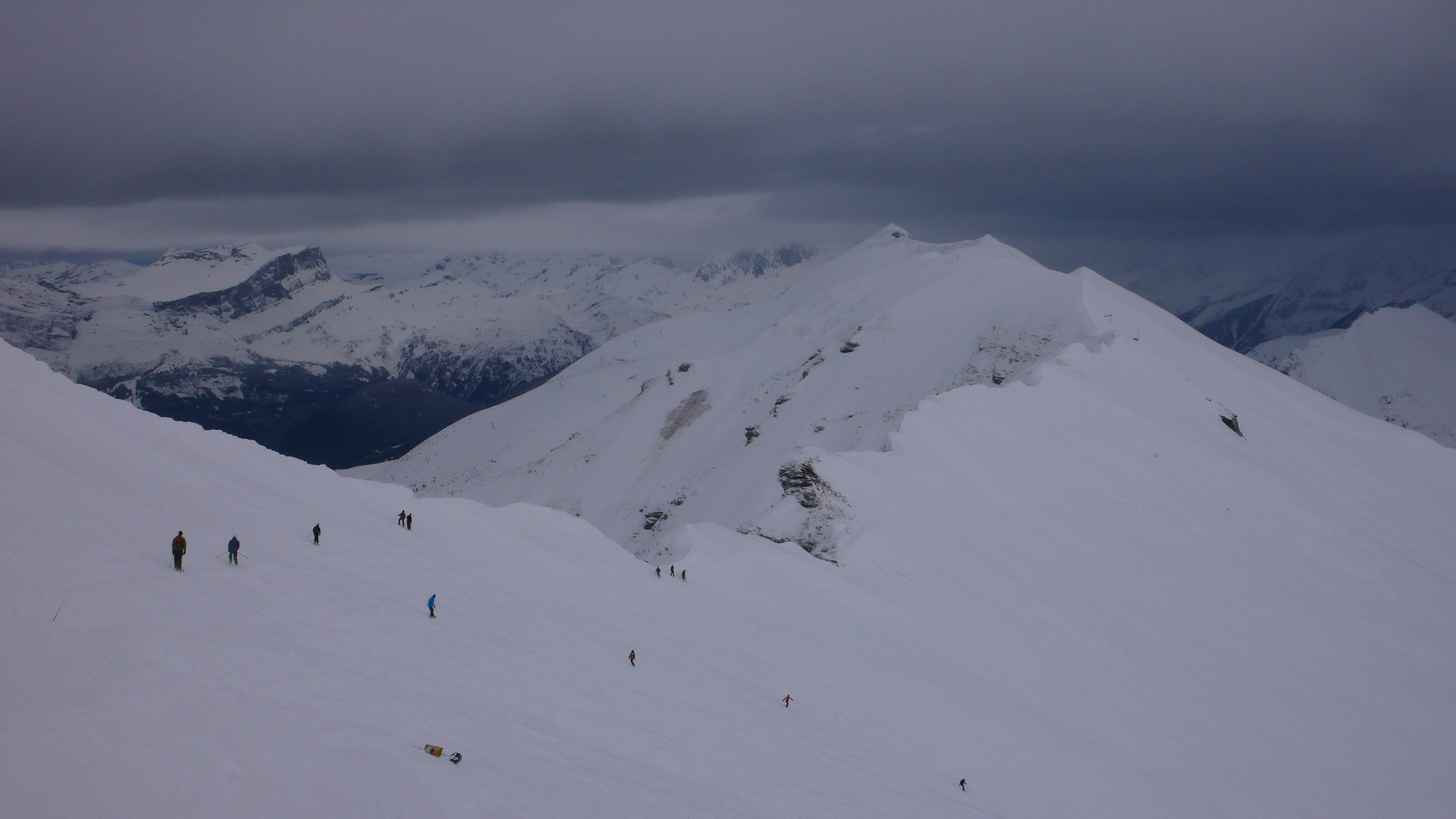
Vue hivernale depuis l'aiguille Croche de la crête menant au mont Joly via la tête du Véleray et la tête de la Combaz.